# Lill-Lomtjärnen, Hälsingland
Lill-Lomtjärnen är en sjö i Härjedalens kommun i Hälsingland och ingår i Ljusnans huvudavrinningsområde.